# Gran Premio del Brasile 1992
Il Gran Premio del Brasile 1992 è stato un Gran Premio di Formula 1 disputato domenica 5 aprile 1992 sul Circuito di Interlagos, alla periferia di San Paolo. La gara è stata vinta da Nigel Mansell su Williams seguito dal compagno di squadra Riccardo Patrese e da Michael Schumacher su Benetton.
Il Gran Premio venne seguito in diretta mondiale da oltre quarantadue milioni di telespettatori.

## Prima della gara
- La McLaren porta in gara la nuova MP4/7 in tre esemplari; il team inglese porta anche tre telai MP4/6B, con i quali Senna e Berger avevano corso nelle prime due gare della stagione.
- Dopo le traversie delle prime due gare (in Sudafrica il team non aveva pagato la tassa di iscrizione al Mondiale, in Messico le due vetture non erano pronte per correre), il team Moda prende finalmente parte ad un Gran Premio; i piloti inizialmente assunti (Enrico Bertaggia ed Alex Caffi) vengono sostituiti con Roberto Moreno e Perry McCarthy. Quest'ultimo non ha però la superlicenza e il solo Moreno può disputare le prequalifiche, non passandole.

## Qualifiche
Mansell domina le qualifiche, conquistando la pole position con oltre un secondo di vantaggio sul compagno di squadra Patrese. Il Campione del Mondo in carica Senna, pur alla guida della nuova McLaren, non può fare nulla per contrastare l'inglese ed è terzo, ad oltre due secondi di distacco; seguono Berger, sulla seconda McLaren, Schumacher, Alesi, Brundle, Martini, Wendlinger e Boutsen.

### Prequalifiche
| Pos                        | No | Pilota           | Costruttore                   | Tempo    | Distacco |
| -------------------------- | -- | ---------------- | ----------------------------- | -------- | -------- |
| 1                          | 29 | Bertrand Gachot  | Venturi Larrousse-Lamborghini | 1:22.161 |          |
| 2                          | 9  | Michele Alboreto | Footwork-Mugen-Honda          | 1:22.346 | +0.185   |
| 3                          | 14 | Andrea Chiesa    | Fondmetal-Ford                | 1:22.860 | +0.699   |
| 4                          | 30 | Ukyo Katayama    | Venturi Larrousse-Lamborghini | 1:23.272 | +1.111   |
| Vetture non prequalificate |    |                  |                               |          |          |
| 5                          | 34 | Roberto Moreno   | Andrea Moda-Judd              | 1:38.569 | +16.408  |

### Classifica
| Pos                     | No | Pilota               | Costruttore                     | Tempo    | Distacco |
| ----------------------- | -- | -------------------- | ------------------------------- | -------- | -------- |
| 1                       | 5  | Nigel Mansell        | Williams - Renault              | 1.15.703 |          |
| 2                       | 6  | Riccardo Patrese     | Williams - Renault              | 1:16.894 | +1.191   |
| 3                       | 1  | Ayrton Senna         | McLaren - Honda                 | 1:17.902 | +2.199   |
| 4                       | 2  | Gerhard Berger       | McLaren - Honda                 | 1:18.416 | +2.713   |
| 5                       | 19 | Michael Schumacher   | Benetton - Ford                 | 1:18.541 | +2.838   |
| 6                       | 27 | Jean Alesi           | Ferrari                         | 1:18.647 | +2.944   |
| 7                       | 20 | Martin Brundle       | Benetton - Ford                 | 1:18.711 | +3.008   |
| 8                       | 22 | Pierluigi Martini    | Scuderia Italia - Ferrari       | 1:18.953 | +3.250   |
| 9                       | 16 | Karl Wendlinger      | March - Ilmor                   | 1:19.007 | +3.304   |
| 10                      | 25 | Thierry Boutsen      | Ligier - Renault                | 1:19.038 | +3.335   |
| 11                      | 28 | Ivan Capelli         | Ferrari                         | 1:19.300 | +3.597   |
| 12                      | 32 | Stefano Modena       | Jordan - Yamaha                 | 1:19.314 | +3.611   |
| 13                      | 4  | Andrea De Cesaris    | Tyrrell - Ilmor                 | 1:19.343 | +3.640   |
| 14                      | 9  | Michele Alboreto     | Footwork - Mugen-Honda          | 1:19.533 | +3.830   |
| 15                      | 26 | Érik Comas           | Ligier - Renault                | 1:19.537 | +3.834   |
| 16                      | 21 | Jyrki Järvilehto     | Scuderia Italia - Ferrari       | 1:19.834 | +4.131   |
| 17                      | 3  | Olivier Grouillard   | Tyrrell - Ilmor                 | 1:19.849 | +4.146   |
| 18                      | 29 | Bertrand Gachot      | Venturi Larrousse - Lamborghini | 1:19.927 | +4.224   |
| 19                      | 15 | Gabriele Tarquini    | Fondmetal - Ford                | 1:19.993 | +4.290   |
| 20                      | 23 | Christian Fittipaldi | Minardi - Lamborghini           | 1:20.133 | +4.430   |
| 21                      | 33 | Maurício Gugelmin    | Jordan - Yamaha                 | 1:20.266 | +4.563   |
| 22                      | 10 | Aguri Suzuki         | Footwork - Mugen-Honda          | 1:20.435 | +4.732   |
| 23                      | 24 | Gianni Morbidelli    | Minardi - Lamborghini           | 1:20.445 | +4.742   |
| 24                      | 11 | Mika Häkkinen        | Lotus - Ford                    | 1:20.577 | +4.874   |
| 25                      | 30 | Ukyo Katayama        | Venturi Larrousse - Lamborghini | 1:20.648 | +4.945   |
| 26                      | 12 | Johnny Herbert       | Lotus - Ford                    | 1:20.650 | +4.947   |
| Vetture non qualificate |    |                      |                                 |          |          |
| NQ                      | 14 | Andrea Chiesa        | Fondmetal - Ford                | 1:20.809 | +5.106   |
| NQ                      | 17 | Paul Belmondo        | March - Ilmor                   | 1:20.886 | +5.183   |
| NQ                      | 7  | Eric van de Poele    | Brabham - Judd                  | 1:21.770 | +6.067   |
| NQ                      | 8  | Giovanna Amati       | Brabham - Judd                  | 1:26.645 | +10.942  |

## Gara
Nel giro di formazione la McLaren di Berger rimane ferma e l'austriaco deve prendere il via dalla pit lane. Al via Patrese conquista il comando della corsa, davanti a Mansell, Senna e Schumacher. I due piloti della Williams lottano per la prima posizione, facendo il vuoto sul resto del gruppo; Senna, rallentato da problemi elettrici (che costringono al ritiro anche il suo compagno di squadra), viene sopravanzato da Schumacher nel corso della 13ª tornata, dovendo cedere la posizione anche a Brundle e Alesi prima di ritirarsi al 17º giro. Mansell ha infine la meglio su Patrese, tagliando il traguardo per primo davanti al compagno di squadra, Schumacher, Alesi, Capelli e Alboreto.
A fine gara, Schumacher criticherà Senna apertamente alla stampa, accusandolo di averlo volutamente ostacolare con manovre strategiche, quando invece la McLaren del pilota brasiliano aveva riscontrato anomalie elettriche.

### Classifica
| Pos      | N. | Pilota               | Costruttore/Motore     | Giri | Tempo/Ritiro             | Griglia | Punti |
| -------- | -- | -------------------- | ---------------------- | ---- | ------------------------ | ------- | ----- |
| 1        | 5  | Nigel Mansell        | Williams - Renault     | 71   | 1:36'51.85               | 1       | 10    |
| 2        | 6  | Riccardo Patrese     | Williams - Renault     | 71   | +29.330                  | 2       | 6     |
| 3        | 19 | Michael Schumacher   | Benetton - Ford        | 70   | +1 giro                  | 5       | 4     |
| 4        | 27 | Jean Alesi           | Ferrari                | 70   | +1 giro                  | 6       | 3     |
| 5        | 28 | Ivan Capelli         | Ferrari                | 70   | +1 giro                  | 11      | 2     |
| 6        | 9  | Michele Alboreto     | Footwork - Mugen-Honda | 70   | +1 giro                  | 14      | 1     |
| 7        | 24 | Gianni Morbidelli    | Minardi - Lamborghini  | 69   | +2 giri                  | 23      |       |
| 8        | 21 | Jyrki Järvilehto     | Dallara - Ferrari      | 69   | +2 giri                  | 16      |       |
| 9        | 30 | Ukyo Katayama        | Venturi - Lamborghini  | 68   | +3 giri                  | 25      |       |
| 10       | 11 | Mika Häkkinen        | Lotus - Ford           | 67   | +4 giri                  | 24      |       |
| Ritirato | 15 | Gabriele Tarquini    | Fondmetal - Ford       | 62   | Motore                   | 19      |       |
| Ritirato | 16 | Karl Wendlinger      | March - Ilmor          | 55   | Frizione                 | 9       |       |
| Ritirato | 23 | Christian Fittipaldi | Minardi - Lamborghini  | 54   | Cambio                   | 20      |       |
| Ritirato | 3  | Olivier Grouillard   | Tyrrell - Ilmor        | 52   | Motore                   | 17      |       |
| Ritirato | 26 | Érik Comas           | Ligier - Renault       | 42   | Cambio                   | 15      |       |
| Ritirato | 12 | Johnny Herbert       | Lotus - Ford           | 36   | Testacoda                | 26      |       |
| Ritirato | 25 | Thierry Boutsen      | Ligier - Renault       | 36   | Collisione con M.Brundle | 10      |       |
| Ritirato | 33 | Maurício Gugelmin    | Jordan - Yamaha        | 36   | Cambio                   | 21      |       |
| Ritirato | 20 | Martin Brundle       | Benetton - Ford        | 30   | Collisione con T.Boutsen | 7       |       |
| Ritirato | 22 | Pierluigi Martini    | Dallara - Ferrari      | 24   | Frizione                 | 8       |       |
| Ritirato | 29 | Bertrand Gachot      | Venturi - Lamborghini  | 23   | Sospensione              | 18      |       |
| Ritirato | 4  | Andrea De Cesaris    | Tyrrell - Ilmor        | 21   | Motore                   | 13      |       |
| Ritirato | 1  | Ayrton Senna         | McLaren - Honda        | 17   | Motore                   | 3       |       |
| Ritirato | 2  | Gerhard Berger       | McLaren - Honda        | 4    | Elettrico                | 4       |       |
| Ritirato | 10 | Aguri Suzuki         | Footwork - Mugen-Honda | 2    | Motore                   | 22      |       |
| Ritirato | 32 | Stefano Modena       | Jordan - Yamaha        | 1    | Cambio                   | 12      |       |
| NQ       | 14 | Andrea Chiesa        | Fondmetal - Ford       |      |                          |         |       |
| NQ       | 17 | Paul Belmondo        | March - Ilmor          |      |                          |         |       |
| NQ       | 7  | Eric van de Poele    | Brabham - Judd         |      |                          |         |       |
| NQ       | 8  | Giovanna Amati       | Brabham - Judd         |      |                          |         |       |
| NPQ      | 34 | Roberto Moreno       | Moda - Judd            |      |                          |         |       |

## Classifiche Mondiali

### Piloti
| Pos. | Pilota             | Punti |
| ---- | ------------------ | ----- |
| 1    | Nigel Mansell      | 30    |
| 2    | Riccardo Patrese   | 18    |
| 3    | Michael Schumacher | 11    |
| 4    | Gerhard Berger     | 5     |
| 5    | Ayrton Senna       | 4     |
| 6    | Jean Alesi         | 3     |
| 7    | Andrea De Cesaris  | 2     |
| 7    | Ivan Capelli       | 2     |
| 9    | Johnny Herbert     | 1     |
| 9    | Mika Häkkinen      | 1     |
| 9    | Michele Alboreto   | 1     |

### Costruttori
| Pos. | Team                   | Punti |
| ---- | ---------------------- | ----- |
| 1    | Williams - Renault     | 48    |
| 2    | Benetton - Ford        | 11    |
| 3    | McLaren - Honda        | 9     |
| 4    | Ferrari                | 5     |
| 5    | Tyrrell - Ilmor        | 2     |
| 5    | Lotus - Ford           | 2     |
| 7    | Footwork - Mugen-Honda | 1     |